# Гальгагытгын
Гальгагытгын — бессточное озеро в Провиденском районе Чукотского автономного округа России. Расположено в основании Мечигменской косы, южнее озера Кэвальгытгын.
Название в переводе с чукот. — «птичье озеро».